# Dirphia parallela
Dirphia parallela är en fjärilsart som beskrevs av William Schaus 1921. Dirphia parallela ingår i släktet Dirphia och familjen påfågelsspinnare. Inga underarter finns listade i Catalogue of Life.